# Maracanã (Pará)
Maracanã is een gemeente in de Braziliaanse deelstaat Pará. De gemeente telt 29.417 inwoners (schatting 2009).